# Građevinski kod
Građevinski kod (takođe građevinska kontrola ili građevinski propisi) je skup pravila koja određuju standarde za izgrađene objekte kao što su zgrade i objekti niskogradnje. Zgrade se moraju pridržavati pravilnika da bi dobile dozvolu za planiranje, obično od lokalnog veća. Glavna svrha građevinskih propisa je zaštita javnog zdravlja, sigurnosti i opšteg blagostanja, jer se odnose na izgradnju i popunjenost zgrada i objekata. Građevinski zakonik postaje zakon određene jurisdikcije kada ga formalno donese odgovarajuća vladina ili privatna vlast.
Građevinski kodovi uglavnom imaju za cilj regulisanje rada arhitekata, inženjera, dizajnera enterijera, građevinara i regulatora, ali ih u različite svrhe koriste i inspektori bezbednosti, naučnici iz oblasti životne sredine, razvijači nekretnina, podkontraktori, proizvođači građevinskih proizvoda i materijala, osiguravajuće kompanije, menadžeri objekata, stanari i drugi. Kodovi regulišu dizajn i konstrukciju građevina, ako su usvojeni zakonom.
Primeri građevinskih kodova započeli su u davnim vremenima. U SAD-u su glavni kodovi Međunarodni građevinski zakonik ili Međunarodni stambeni kod [IBC/IRC], električni i vodovodni kodovi, mehanički kodovi. Pedeset država i okrug Kolumbija usvojili su I-kodekse na nivou države ili jurisdikcije. U Kanadi, Nacionalni istraživački savet Kanade objavljuje nacionalne modele kodove.

## Tipovi
Praksa razvoja, odobravanja i sprovođenja građevinskih zakona značajno se razlikuje među zemljama. U nekim zemljama vladine agencije ili kvazivladine organizacije za standarde razvijaju građevinske propise, a zatim ih u čitavoj zemlji sprovodi centralna vlada. Takvi kodovi su poznati kao nacionalni građevinski kodovi (u određenom smislu uživaju obaveznu nacionalnu primenu).
U drugim zemljama, gde je moć regulisanja građevinarstva i zaštite od požara u domenu lokalnih vlasti, koristi se sistem modela građevinskih kodova. Model građevinskih kodova nema pravni status ukoliko ga ne usvoji ili ne prilagodi nadležni organ. Razvojna tela modela kodeksa podstiču javne vlasti da se pozivaju na modele kodova u svojim zakonima, uredbama, propisima i administrativnim naredbama. Kada na njega referencira neki od ovih pravnih instrumenata, dati model kodova postaje zakon. Ova praksa je poznata kao 'usvajanje putem reference'. Kada organ za usvajanje odluči da izbriše, doda ili revidira bilo koji deo usvojenog modela koda, od razvojnog tela modela koda se obično zahteva da sledi formalnu proceduru usvajanja u kojoj se te izmene mogu dokumentovati u pravne svrhe.
Postoje slučajevi kada neke lokalne uprave odluče da razviju sopstvene građevinske propise. U jedno vreme svi veći gradovi u Sjedinjenim Državama imali su svoje građevinske kodove. Međutim, zbog sve veće složenosti i troškova razvijanja građevinskih propisa, gotovo sve opštine u SAD odlučile su da usvoje model kodova. Na primer, 2008. godine Njujork Siti je napustio svoj Zakonik o gradnji Njujorka iz 1968. godine u korist prilagođene verzije Međunarodnog građevinskog zakona. Grad Čikago ostaje jedina opština u Americi koja i dalje koristi građevinski kod koji je grad sam razvio kao deo Opštinskog kodeksa Čikaga.
U Evropi je Evrokod panevropski građevinski kod koji je zamenio starije nacionalne građevinske zakone. Svaka zemlja sada ima nacionalne anekse za lokalizaciju sadržaja Evrokoda.
Slično tome, u Indiji, svaka opština i uprava za urbani razvoj imaju svoj građevinski kod, koji je obavezan za sve građevine u njihovoj nadležnosti. Svi ovi lokalni građevinski kodovi su varijante Nacionalnog građevinskog zakona, koji služi kao model koda koji pruža smernice za regulisanje građevinske delatnosti.

## Istorija

### Antika
Građevinski kodovi imaju dugu istoriju. Najraniji poznati pisani građevinski zakonik deo je u Hamurabijevog zakonika, koji datira od oko 1772. p. n. e.
Knjiga Ponovljenog zakona u Hebrejskoj Bibliji predviđala je da se na svim kućama moraju postaviti parapeti kako bi se sprečilo da ljudi padnu s krova.

### Moderna era
Posle Velikog požara u Londonu 1666. godine, koji se mogao tako brzo da se proširi kroz gusto izgrađene drvene građevine grada, Zakon o obnovi Londona donesen je iste godine kao i prva značajna građevinska regulativa. Izradio ga je Metju Hejl. Taj dokument je regulisao obnovu grada, zahtevao je da stambeni objekti imaju određenu vatrootpornu sposobnost i odobrila ga je Korporacija grada Londona. Njime su ponovo otvoreni i prošireni putevi. Indijske zakone je 1680-ih donela španska kruna da bi regulisala urbano planiranje kolonija u španskim carskim posedima širom sveta.
Prvi sistematski nacionalni građevinski standard uspostavljen je Londonskim građevinskim aktom iz 1844. Među odredbama je da su graditelji morali da okružnom geodetu daju obaveštenje dva dana pre gradnje, uvedeni su propisi koji se odnose na debljinu zidova, visinu soba, materijale korištene za vršenje popravki, podelu postojećih zgrada i postavljanje i dizajn dimnjaka, kamina i odvoda, i ulice morale da se grade po minimalnim zahtevima.
Metropolitanski građevinski ured je osnovan radi regulisanja izgradnje i upotrebe zgrada širom Londona. Geodeti su bili ovlašćeni da sprovode građevinske propise, kojima se nastojalo da se poboljša standard kuća i poslovnih prostora, i da regulišu aktivnosti koje bi mogle ugroziti javno zdravlje. Godine 1855, imovina, ovlašćenja i odgovornosti kancelarije prešle su na Metropolitski odbor radova.
Grad Baltimor je svoj prvi građevinski zakonik doneo 1859. godine. Veliki požar u Baltimoru dogodio se u februaru 1904. Naknadne promene su sprovedene u skladu sa okolnostima u ostalim gradovima. Godine 1904, objavljen je Priručnik zakona o gradnji grada Baltimora. On je služio kao građevinski pravilnik četiri godine. Ubrzo je izrađen formalni građevinski zakon koji je na kraju usvojen 1908. godine
U Parizu su, tokom rekonstrukcije većeg dela grada pod Drugim carstvom (1852–70), podignuti veliki blokovi stanova, a visina zgrada je zakonom bila ograničena na najviše pet ili šest spratova.
Strukturni kvar rezervoara koji je prouzrokovao Veliku melasnu poplavu 1919. godine podstakao je Bostonsko građevinsko odeljenje da zahteva arhiviranje i potpisivanje arhitektonskih proračuna. Američki gradovi i države ubrzo su počeli da zahtevaju potpisivanje registrovanih profesionalnih inženjera za planove glavnih zgrada.

## Literatura
- „Contract families”. www.jctltd.co.uk. Приступљено 2015-10-15.
- „NEC3 Contracts - Products - NEC Contracts”. www.neccontract.com. Приступљено 2015-10-15.
- „Construction law: Breach of trust in the construction industry”. IFLR.com. 1997-09-01. Приступљено 2015-02-18.
- „About Us - Forum on the Construction Industry”. www.americanbar.org.
- Klinger M. (2007). A New Era in Standard Form Construction Documents: a Rivalry Between the Old Guard American Institute of Architects And An Upstart Consortium Led by the Associated General Contractors of America. Sedgwick, Detert, Moran & Arnold LLP.
- „The Government Contracts Law Report Government Contractor Articles”. Attny.com. 2001-01-07. Приступљено 2015-02-18.
- „Products Archive - EJCDC - Engineers Joint Contract Documents Committee”. EJCDC - Engineers Joint Contract Documents Committee.
- „Archived copy”. Архивирано из оригинала 2018-04-28. г. Приступљено 2018-04-28.
- „Books & Contracts”. www.dbia.org. Архивирано из оригинала 03. 05. 2018. г. Приступљено 25. 09. 2020.
- Markram Incorporated Attorneys. „Construction Law in South Africa”. Приступљено 2014-06-04.
- „Standard form contracts: JCT”. Out-law.com. Приступљено 2015-02-18.
- Managing and Litigating the Complex Surety Case - Google Books. Books.google.com. 2007-01-01. Приступљено 2015-02-18.
- Construction Contract Claims, Changes and Dispute Resolution - Paul Levin - Google Books. Books.google.com. 1998-01-01. Приступљено 2015-02-18.
- „Construction Contract Terms - Contract Terms - The Lien Zone”. thelienzone.com. 30. 1. 2014.
- „Housing Grants, Construction and Regeneration Act 1996”. www.legislation.gov.uk. Приступљено 2015-10-15.
- „Local Democracy, Economic Development and Construction Act 2009”. www.legislation.gov.uk. Приступљено 2015-10-15.